# Marvin Yxner
Marvin Yxner, född 7 november 1950 i Örebro, är en svensk skådespelare.

## Biografi
Yxner är uppväxt i Luleå där skådespelarintresset väcktes när Dramatens Proteatergrupp i slutet av 1960-talet gjorde research för sin NJA-pjäs i arbetarstadsdelen Örnäset där han bodde. Han studerade vid teaterlinjen vid folkhögskolan i Kalix och efter det 1969–1972 vid Scenskolan i Stockholm.
Efter Scenskolan gjorde han militärtjänst och fick då ledigt för att spela med i den film som blev hans genombrott nämligen i rollen som försagd yngling i Lasse Hallströms TV-film Ska vi hem till dig... eller hem till mig... eller var och en till sitt? (1973). Samma år kunde man också se honom som Enboms bror i TV-filmen Affären Enbom (1973). År 1973 engagerades han vid Malmö Stadsteater och senare vid Riksteatern och 1976 vid Fria Proteatern. Från mitten av 1970-talet har han i huvudsak arbetat som frilans.
Under Malmötiden gjorde han ytterligare en uppmärksammad roll som missanpassad yngling i TV-serien Porträtt av en flykting (1975) och senare hade han sin största TV-roll som Vilhelm Mobergs alter ego i serien Soldat med brutet gevär (1977).
Han har därefter arbetat som regissör, författare, pedagog och ståuppkomiker. Med sitt pojkaktiga utseende har han ibland fått spela rollen som "tönt", bland annat i en serie reklamfilmer för Telia men även som ung nazist i TV-filmen Hundarnas morgon (1981) eller som Ernst Rolfs sekreterare i Lykkeland (1984).
Under senare år har hans framträdanden i TV varit relativt få, senast som bryggeriägaren Janne Fuglesang i Killinggängets Percy tårar (1996). År 1977 erhöll han Teaterförbundets Daniel Engdahlstipendium.
Som regissör har han iscensatt runt 55 teaterföreställningar www.marvinyxner.se[1] . Bl.a. på regionteatrana i Växjö, Borås, Jönköping och på ett flertal fria grupper. "Kloss" en barnteaterproduktion på Teater3, Stockholm, Har rönt stora internationella framgångar - spelats i New York (BAM), Okinawa, Haag, Windhoek (Namibia), Washington, Oslo, Helsingfors, Helsingör.  
Har sedan 1978 undervisat och bedrivit improvisationsteater på stadsteatrar, regionteatrar, filmbolag, organisationer och företag. Grundare till Improvisation & Co, Studsteatern och driver nu Sveriges Improvisationsteater @marvinsimpro [2] - en nätverksbaserad improteater som är verksam över hela landet.

## Filmografi
- 1972 – Smekmånad
- 1973 – Ska vi hem till dig... eller hem till mig... eller var och en till sitt?
- 1974 – Gangsterfilmen
- 1975 – En kille och en tjej
- 1977 – Soldat med brutet gevär (TV-serie)
- 1981 – Hundarnas morgon
- 1981 – Göta kanal
- 1982 – Gräsänklingar
- 1983 – Skuggan av Mart
- 1983 – Mäster Olof (TV-serie)
- 1984 – Sköna juveler
- 1984 – Lykkeland (TV-serie)
- 1986 – I lagens namn
- 1986 – Femte generationen (TV-serie)
- 1987 – Paganini från Saltängen (TV-serie)
- 1988 – Träpatronerna (TV-serie)
- 1993 – Macklean (TV-serie)
- 1996 – Percy tårar (TV-serie)

## Teater

### Roller (ej komplett)
| År   | Roll           | Produktion                                | Regi       | Teater                 |
| ---- | -------------- | ----------------------------------------- | ---------- | ---------------------- |
| 1978 | Kalle, korpral | Wärdshuset Haren och Vråken Lars Forssell | Fred Hjelm | Stockholms stadsteater |

### Fotnoter
1. 1 2 3 4 5 6  ”Marvin Yxner”. Svensk Filmdatabas. http://sfi.se/sv/svensk-filmdatabas/Item/?type=PERSON&itemid=69727&iv=OVERVIEW. Läst 9 augusti 2012.